# Divehi
Divehi (ook Dhivehi en Maldivisch) is een Indo-Arische taal en de officiële taal van de Malediven. Deze taal wordt vrijwel nergens anders ter wereld gesproken en heeft een sprekersaantal van ongeveer 300.000 mensen. Op het eiland Minicoy van de Laccadiven wordt het dialect Mahl gesproken. De taal is verwant aan het Singalees, de taal van Sri Lanka.

## Geschiedenis
Divehi is waarschijnlijk ontstaan uit het Maharashtri, een taal die in de middeleeuwen werd gesproken in India, dat zelf weer is afgeleid van het Sanskriet. Hoewel de taal nauw verwant is aan het Singalees, zijn er invloeden uit diverse andere talen, waarvan het Arabisch de meest invloedrijke is. Talen waardoor het Divehi beïnvloed is, zijn behalve Arabisch en Singalees onder andere Tamil, Maleis, Hindi, Frans, Perzisch, Portugees, en Engels.

## Alfabet
Het alfabet van het Divehi wordt thaana genoemd. Hierin worden klinkers en medeklinkers gebruikt maar ook abugidatekens (klinker en medeklinker gecombineerd in één teken).

## Leenwoorden
Er zijn twee woorden uit het Divehi die ook in een groot aantal andere talen zijn overgenomen, waaronder in het Nederlands. Dit zijn atol (eilandengroep) en dhoni (een traditionele Maldivische vissersboot).